# پولیز میل (ایلینوی)
پولیز میل (به انگلیسی: Pulleys Mill) یک منطقهٔ مسکونی در ایالات متحده آمریکا است که در شهرستان ویلیامسون، ایلینوی واقع شده‌است. پولیز میل ۱۸۱٫۹۷ متر بالاتر از سطح دریا واقع شده‌است.